# 冈加·尊巴
冈加·尊巴（葡萄牙語：Ganga Zumba；约1630年—1678年），本名不详，是位于今巴西阿拉戈斯州境内的逃奴堡联盟——帕尔马雷斯（又称“安哥拉·詹加”，意为“小安哥拉”）的领袖。他曾为甘蔗种植园的奴隶，后成功逃跑，最终在帕尔马雷斯联盟中崛起，成为最高统治者，并获得“冈加·尊巴”这一头衔。他曾率领帕尔马雷斯居民抵抗巴西殖民地的葡萄牙殖民者。1678年，他派遣代表与葡萄牙殖民者签订和平协议《累西腓协定》，引发帕尔马雷斯内讧，他在被宣布为叛徒后遭到毒杀，其麾下所有军事首领均被斩首。祖比·多斯帕尔马雷斯成为其继任者。